# Jan Podstatzky-Lichtenstein
Jan Podstatzký-Lichtenstein, celým jménem Johann Nepomuk Anna Maria Hypolit (* 13. srpna 1937 Janovice u Rýmařova) je hrabě z rodu Podstatských.

## Život

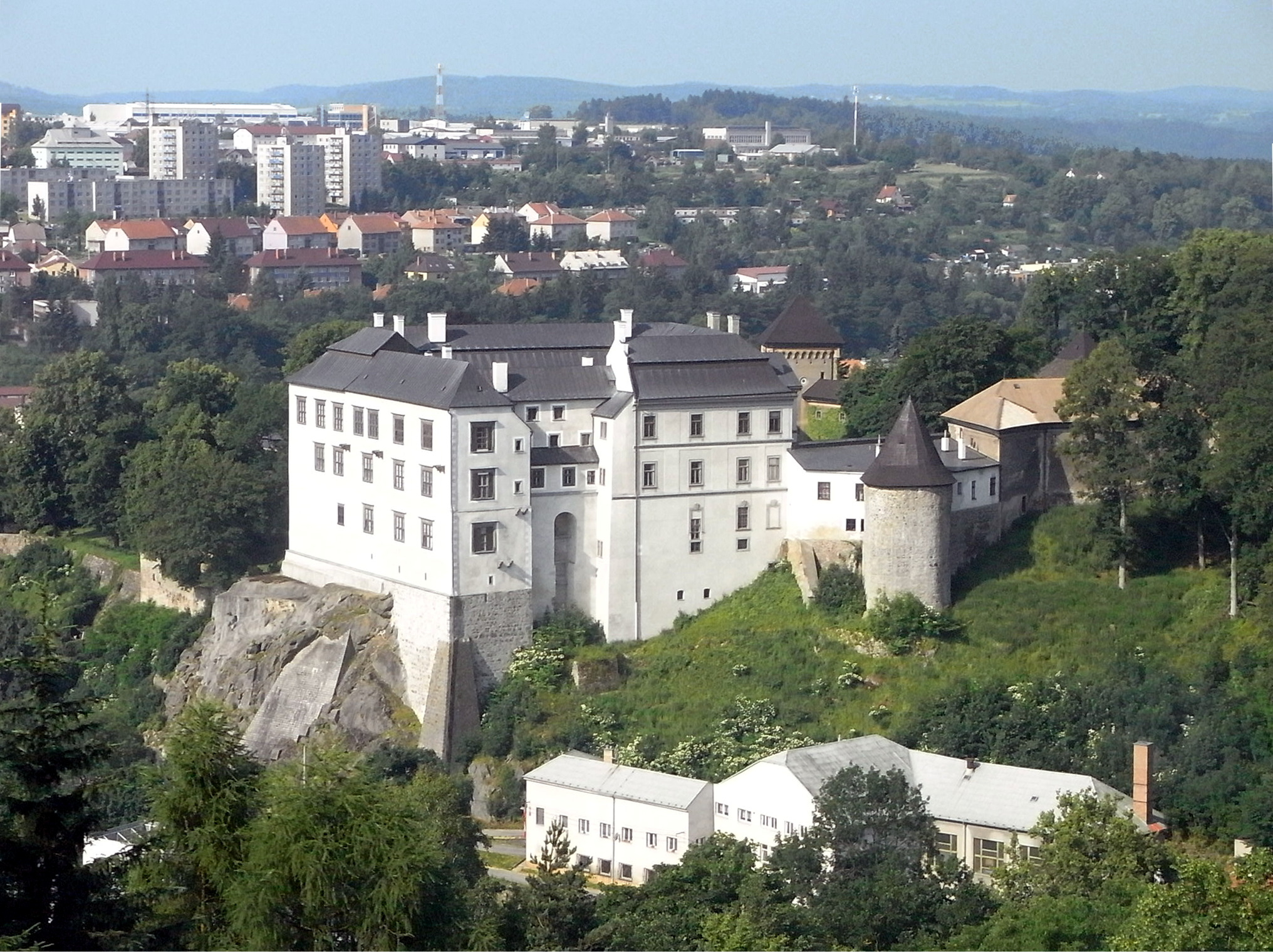
Zámek ve Velkém Meziříčí

Jako dítě měl domácí učitele. Do školy ve Velkém Meziříčí začal chodit po válce.
Po komunistickém puči odcestoval s matkou a sourozenci vlakem v březnu 1948 do Rakouska ke příbuzným. Po týdenním pobytu pokračovali přes Švýcarsko do severní Itálie. Otec za nimi dorazil o několik měsíců později poté, co nelegálně překročil hranice. V Itálii se ubytovali u hraběte Federica Fedrigottiho a strávili tam přibližně rok. Nakonec se rodina vydala do Chile. Rodině se tam ovšem nedařilo, proto se odstěhovali zpět do Evropy. Jan zůstal v Chile trochu déle, navštěvoval tam totiž bankovnický kurz a utrpěl těžká zranění při havárii na motorce. Po návratu do Evropy žil hlavně ve Francii, Německu a Španělsku. Deset let pracoval pro Ottu Habsburského v době, kdy se utvářelo Evropské společenství. Byl zaměstnán u dokumentačního centra Panevropské unie. Od roku 1971 pracoval ve Vaduzu, v Mnichově, kde působil v bankovním ústavu a jako manažer velké stavební firmy ve Španělsku, kde se věnoval prodeji nemovitostí. Po dobu 27 let bydlel poblíž Valencie.
Po Sametové revoluci mu byl navrácen majetek v restituci – společně se sestrou a bratrem spravoval zámek ve Velkém Meziříčí a také velkou oboru ležící mezi Dolními Heřmanicemi a Velkým Meziříčí.
Ovládá češtinu, tu se musel naučit znovu, protože ji v cizině zcela zapomněl. S manželkou mluví francouzsky, se synem španělsky, s bratrem anglicky a pokud se sešli všichni sourozenci, mluvili německy.

## Rodina
V St. Laurent de la Salle ve Francii se 7. října 1967 oženil s Anitou de Lorgeril (* 9. srpna 1945 Nantes). Manželka přivezla z Francie do Čech nábytek a sbírku porcelánu. Narodili se jim 3 synové, dcera zemřela jako novorozenec.
- 1. Karl-Alois (24. prosince 1968 Madrid)
- 2. Michael-Johannes (* 20. června 1970 Mnichov)
  - ∞ (1. 2. 2014 Herzogenburg) Ludmilla Bubna-Litic (* 3. července 1972 St. Pölten)
    - 1. Georg Emmanuel (* 25. prosince 2014)
    - 2. Agnes-Alma (* 24. ledna 2016 Vídeň)
- 3. Marie Josefa (21. května 1972 Mnichov – 24. května 1972 Mnichov)
- 4. Franz Philipp (* 27. prosince 1974 Denia, Provincie Alicante, Španělsko)
  - ∞ (7. července 2012 Pozuelo de Alarcón, Provincie Madrid) Maria del Carmen Pastor Sampedro (* 3. ledna 1979 Oliva)
    - 1. Sophia (* 11. září 2015 Madrid)
    - 2. Pablo